# Halodiplosis anabasidis
Halodiplosis anabasidis är en tvåvingeart som beskrevs av Fedotova 1990. Halodiplosis anabasidis ingår i släktet Halodiplosis och familjen gallmyggor.
Artens utbredningsområde är Kazakstan. Inga underarter finns listade i Catalogue of Life.